# Petropedetes newtoni
Petropedetes newtoni är en groddjursart som först beskrevs av Bocage 1895.  Petropedetes newtoni ingår i släktet Petropedetes och familjen Petropedetidae. IUCN kategoriserar arten globalt som livskraftig. Inga underarter finns listade i Catalogue of Life.